# Capuronianthus
Capuronianthus é um género botânico pertencente à família Meliaceae.